# Uropeltis ceylanicus
Uropeltis ceylanica là một loài rắn trong họ Uropeltidae. Loài này được Cocteau mô tả khoa học đầu tiên năm 1833.

## Hình ảnh

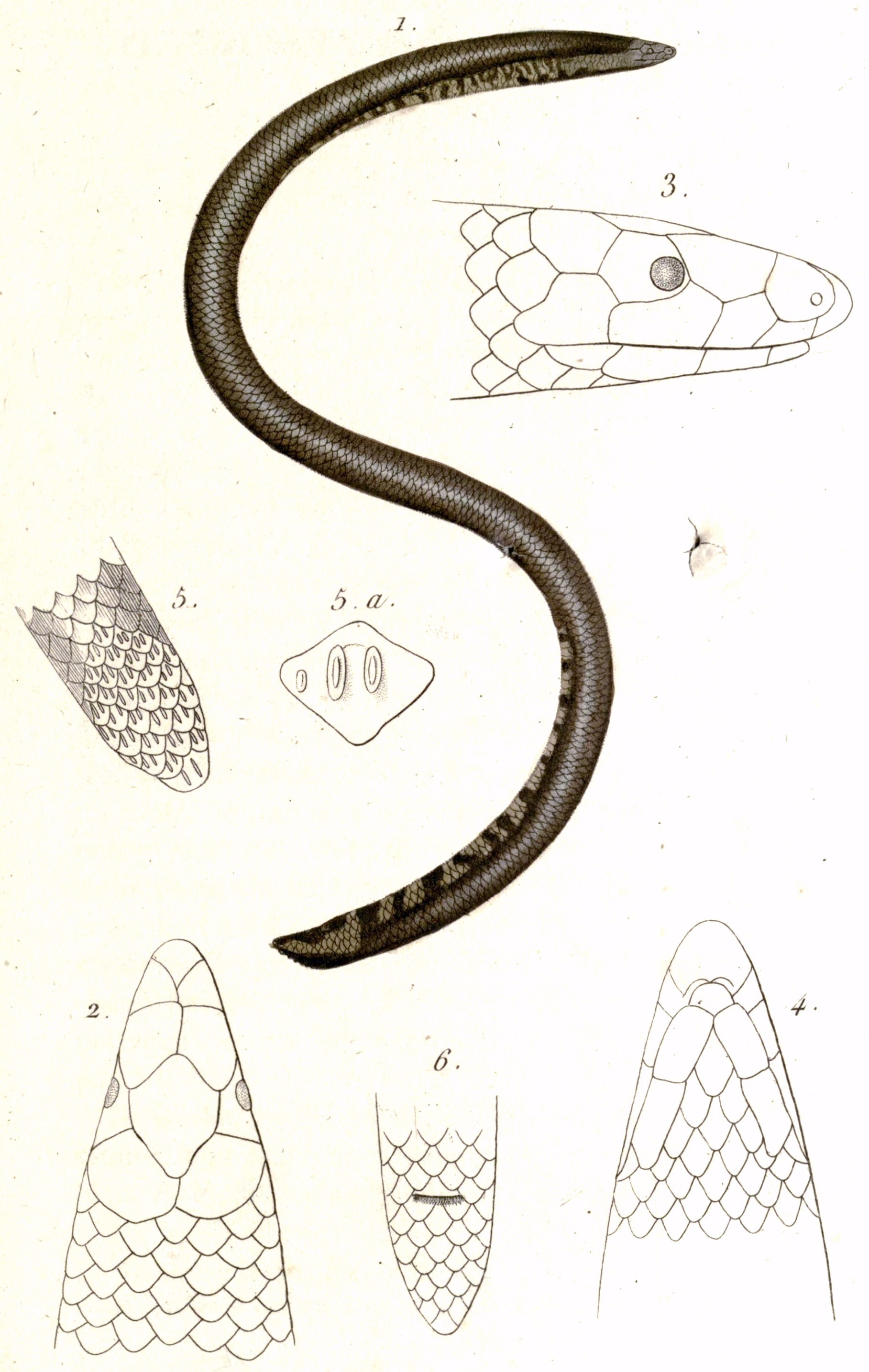